# Жонатас Домінгуш
Жонатас Домінгуш (порт. Jônatas, нар. 29 липня 1982, Форталеза, Бразилія) — бразильський футболіст, що грав на позиції півзахисника.
Володар Кубка Бразилії. Триразовий переможець Ліги Каріока.

## Ігрова кар'єра
Вихованець футбольної школи клубу «Фламенго».
Дорослу футбольну кар'єру розпочав 2002 року в основній команді того ж клубу, в якій провів чотири сезони, взявши участь у 101 матчі чемпіонату. Більшість часу, проведеного у складі «Фламенго», був основним гравцем команди. За цей час виборов титул володаря Кубка Бразилії.
Згодом з 2006 по 2011 рік грав у складі команд клубів «Еспаньйол», «Фламенго», «Ботафогу», «Еспаньйол Б» та «Фігейренсе».
Завершив професійну ігрову кар'єру у клубі «Ікаса», за команду якого виступав протягом 2014 року.

## Досягнення
- Володар Кубка Бразилії:

«Фламенго»: 2006
- Переможець Ліги Каріока:

«Фламенго»: 2004, 2008, 2009